# Loi 10 du beach soccer
La loi 10 du beach soccer fait partie des lois régissant le beach soccer, maintenues par l'International Football Association Board (IFAB). La loi 10 se rapporte aux buts marqués.

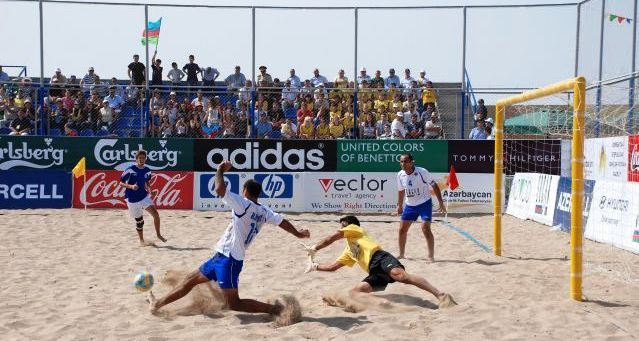

## Règlement actuel

### But marqué
Un but est marqué quand le ballon franchi entièrement la ligne de but imaginaire entre les montants de but et sous la barre transversale, à moins qu’un joueur de l’équipe qui attaque, y compris le gardien de but, ne l’ait porté, lancé, tiré ou fait rebondir intentionnellement sur sa main ou son bras, et sous réserve que l’équipe qui attaque n’ait au préalable été coupable d’aucune infraction aux Lois du Jeu.
Le gardien de but ne peut marquer de but directement en lançant le ballon de la main ; si un but est marqué de la sorte, l’équipe adverse effectuera une sortie de but. Il ne peut pas non plus marquer de but en frappant directement le ballon du pied après l’avoir lâché de ses mains avant qu’il ne touche terre. En résumé, le gardien peut marquer un but directement s’il met le ballon au sol puis le frappe du pied.

### Équipe victorieuse
L’équipe qui marque le plus grand nombre de buts pendant le match remporte la victoire. Si les deux équipes marquent le même nombre de buts ou n’en marquent aucun, une prolongation est jouée à la fin du temps réglementaire.
Si les deux équipes sont toujours à égalité après la prolongation, l’issue de la partie est décidée par des tirs au but effectués alternativement. Dans cette hypothèse, l’équipe victorieuse est celle qui inscrit le plus de buts pour un nombre égal de tirs effectués.